# Simulium qini
Simulium qini är en tvåvingeart som beskrevs av Cao, Wang och Chen 1993. Simulium qini ingår i släktet Simulium och familjen knott.
Artens utbredningsområde är Sichuan (Kina). Inga underarter finns listade i Catalogue of Life.